# 1887年のスポーツ
- 年度別スポーツ記事一覧

## クリケット
- ジ・アッシズ（1887-1888シーズン）優勝：イングランド（2勝0敗）

## 競馬

### イギリス
クラシック
- 2000ギニー - エンタープライズ
- 1000ギニー - レーヴド
- エプソムダービー - メリーハンプトン
- エプソムオークス - レーヴド
- セントレジャーステークス - Kilwarlin

その他主要レース
- アスコットゴールドカップ - バードオブフリーダム
- グッドウッドカップ - セヴィ
- ドンカスターカップ - カールトン
- チャンピオンステークス - ベンディゴ
- グランドナショナル - ゲームクック

### アメリカ合衆国
- ウィザーズステークス - ハノーヴァー
- ベルモントステークス - ハノーヴァー

### フランス
- パリ大賞典 - Tenebreuse
- ジョッケクルブ賞 - モナーク

### オーストラリア
- メルボルンカップ - ダンロップ

## ゴルフ

### 世界4大大会（男子）
- 全英オープン優勝者：ウィリー・パーク・ジュニア（イギリス）

## サッカー

### イングランド
- FAカップ決勝

アストン・ヴィラ 2-0 ウェスト・ブロムウィッチ・アルビオン

## テニス

### グランドスラム
- ウィンブルドン　男子単優勝：ハーバート・ローフォード（イギリス）、女子単優勝：ロッティ・ドッド（イギリス）
- 全米選手権　男子単優勝：リチャード・シアーズ（アメリカ）、女子単優勝：エレン・ハンセル（アメリカ）

全米選手権の第1回女子シングルス競技が創設された年。男子に6年遅れて「全米女子シングルス選手権」（U.S. Women's National Singles Championship）という名前で始まった。

## ボート
- オックスフォード・ケンブリッジ大学対抗レガッタ優勝：ケンブリッジ大学

## 野球

### アメリカ大リーグ
- ナショナルリーグ優勝：デトロイト・ウルバリンズ
- アメリカン・アソシエーション優勝：セントルイス・ブラウンズ

## ヨット
- アメリカスカップ

ボランティア（アメリカ） 2-0 シッスル（スコットランド）

## ラグビー
- ホームネイションズ

優勝：スコットランド

## その他のスポーツ
- 11月2日 - 帝国大学、正式に第1回陸上運動会開催

## 誕生
- 1月26日 - フランソワ・ファベール（ルクセンブルク、自転車競技、+1915年）
- 2月26日 - ピート・アレクサンダー（アメリカ、野球、+1950年）
- 4月3日 - 鳳谷五郎（千葉県、相撲、+1956年）
- 5月2日 - エディー・コリンズ（アメリカ、野球、+1951年）
- 5月28日 - ジム・ソープ（アメリカ、野球、アメリカンフットボール、陸上競技、+1953年）
- 9月28日 - アベリー・ブランデージ（アメリカ、IOC会長、+1975年）
- 9月30日 - 藤木九三（京都府、登山家、+1970年）
- 11月6日 - ウォルター・ジョンソン（アメリカ、野球、+1946年）

## 死去
- 9月16日 - 境川浪右衛門（相撲、千葉県、*1841年）